# Bissau-Guinea az olimpiai játékokon
Bissau-Guinea 1996 óta minden nyári olimpiai játékokra küldött sportolókat, de még nem vett részt a téli olimpiai játékokon.
Bissau-Guinea még egyetlen olimpiai érmet sem nyert.
A Bissau-guineai Olimpiai Bizottság 1992-ben alakult meg, a NOB 1995-ben vette fel tagjai közé.